# Pseudaega quarta
Pseudaega quarta is een pissebed uit de familie Cirolanidae. De wetenschappelijke naam van de soort is voor het eerst geldig gepubliceerd in 1978 door Jansen.